# Salaca

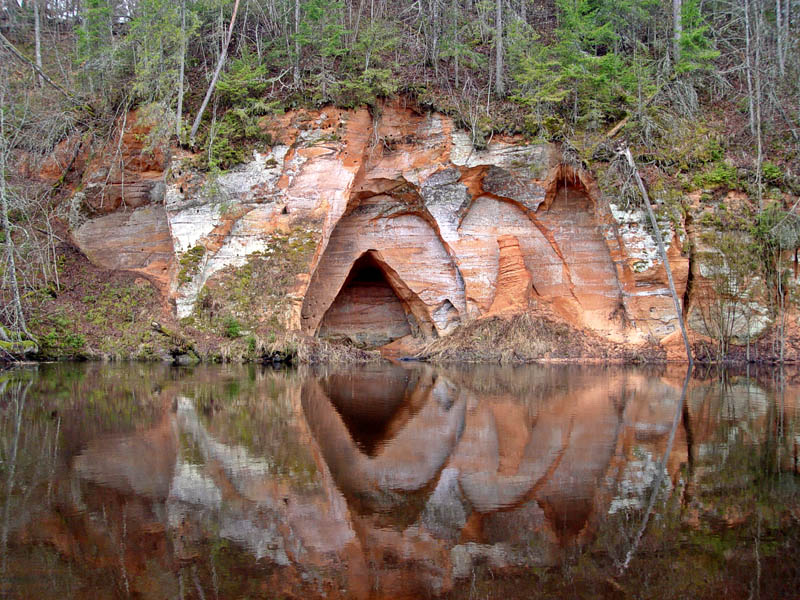
Änglahålet vid Salacafloden

Salaca är en flod i den norra delen av landskapet Vidzeme i Lettland. Den är 96 kilometer lång och har sin källa i sjön Burtnieks. Utloppet i Rigabukten är i staden Salacgrīva.
Salacas bredder består flera platser av ljusröda kalkstensskränter, såsom Sarkanās klintis (Röda klint) och Skaņaiskalns (Ljudberget). Floden har på flera platser strömfall och strömvirvlar, de mest betydelsefulla vid Mērnieki. På sensommaren faller vattenståndet, och på de bredaste platserna är den på bara 15 centimeter. Floden har också djupa och långsamma sträckningar. På sommaren är Salacas vatten varmt och gulnäckrosorr blomstrar. I Mazsalaca börjar Salacadalens naturpark, där hela sträckan också befinner sig i Nordvidzemes Biosfära Reservat.